# Damkerk (Hoogezand)
De Damkerk is een zaalkerk die werd gebouwd in Hoogezand in de 17e eeuw.

## Geschiedenis
De bouw van de kerk aan het Winschoterdiep (nu: Hoofdstraat) in 1669 was op initiatief van de stad Groningen. De stad leverde hiervoor 800 gulden en ook vanuit Stad en Lande kwam een financiële bijdrage. De Groninger burgemeester Gerhard ten Berge, die in Hoogezand zijn borg Vredenburg had laten bouwen, hield toezicht op de bouw. Pas in 1808, na een decreet van Lodewijk Napoleon Bonaparte, werd het gebouw door de stad Groningen overgedragen aan de Hervormde gemeente. De kerk was oorspronkelijk naamloos, maar kreeg later z'n naam toen er een dam in het Winschoterdiep werd gelegd.

## Gebouw
De kerk is een eenvoudig zaalgebouw met rondbogige vensters en ingangen. De muren worden gesteund door steunberen. 
In 1729 schonken de families Trip, Butler en Duirsema, bewoners van Hoogezandster hofsteden, een preekstoel aan de kerk. Hun namen en familiewapens werden hierop afgebeeld. De kerk werd in 1734 verbouwd en uitgebreid. In 1926 werd het huidige afgeknot schilddak op de kerk aangebracht, ter vervanging van een dubbeldak. In de kerk herinnert het glas-in-loodraam Zinnebeeld van Geestelijke Vrijheid, Vrede en Geloof van Huib de Ru aan het 40-jarig regeringsjubileum van koningin Wilhelmina.

### Orgel
Het kerkorgel, vervaardigd in 1934 door de orgelbouwer Firma J. de Koff uit Utrecht, verbergt zich achter het oude orgelfront van Johan Frederik Kruse uit 1888.

### Klokkentoren
Het gebouw van de Damkerk heeft zelf geen toren. Er werd in 1783 een klokkentoren geplaatst bij de begraafplaats een paar honderd meter verderop (aan de huidige Meint Veningastraat). In de toren werd een klok, uit 1679, gehangen die afkomstig was van de Der Aa-kerk in Groningen. Tijdens de Tweede Wereldoorlog werd de klok door de Duitse bezetters in beslag genomen en omgesmolten. In 1948 kreeg de toren een nieuwe klok, gegoten door Jacobus van Bergen uit Midwolda.

## Waardering
In 1973 werden het kerkgebouw, de pastorie en de klokkentoren als rijksmonument ingeschreven in het monumentenregister.

## Afbeeldingen

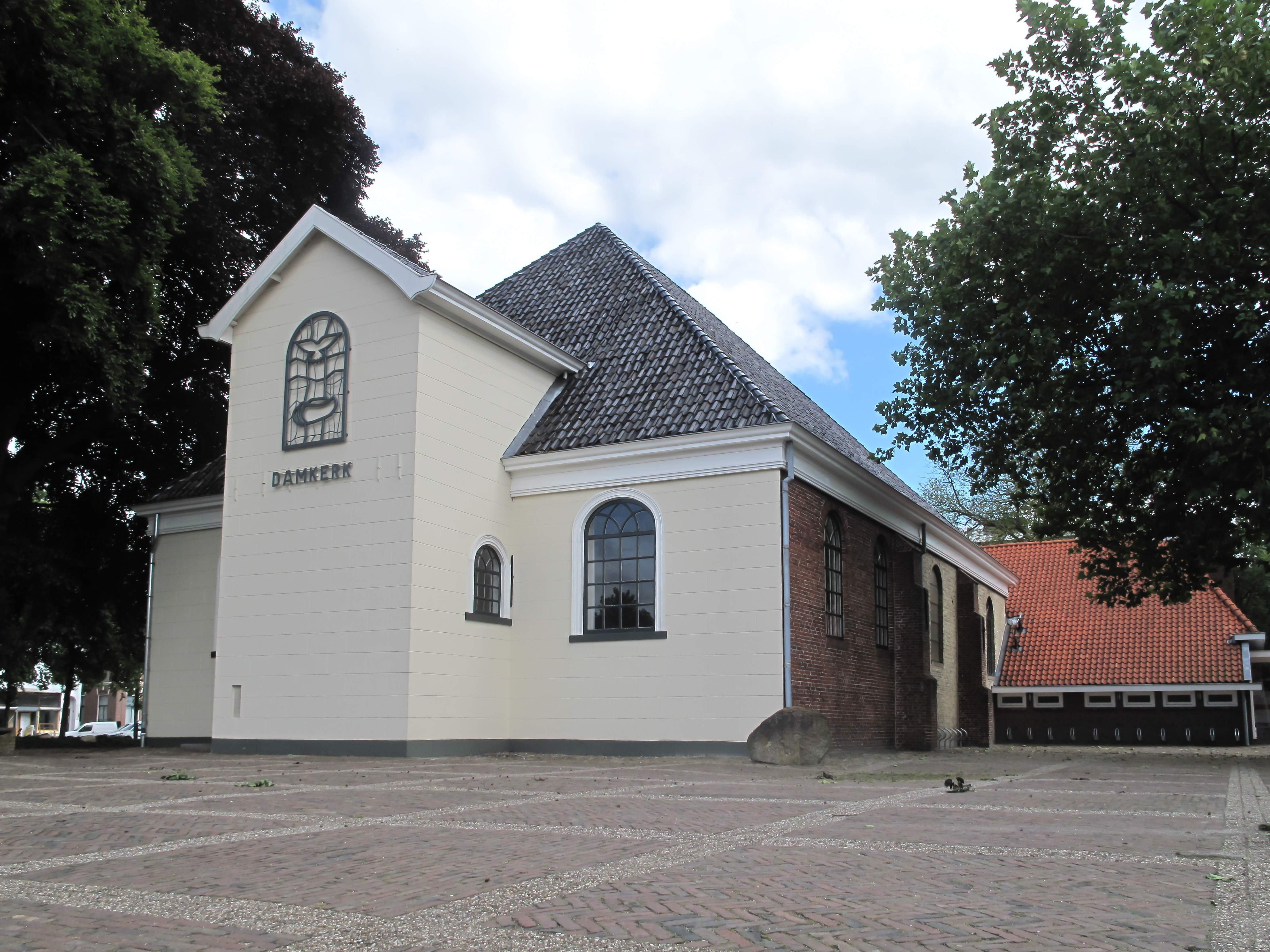
Damkerk
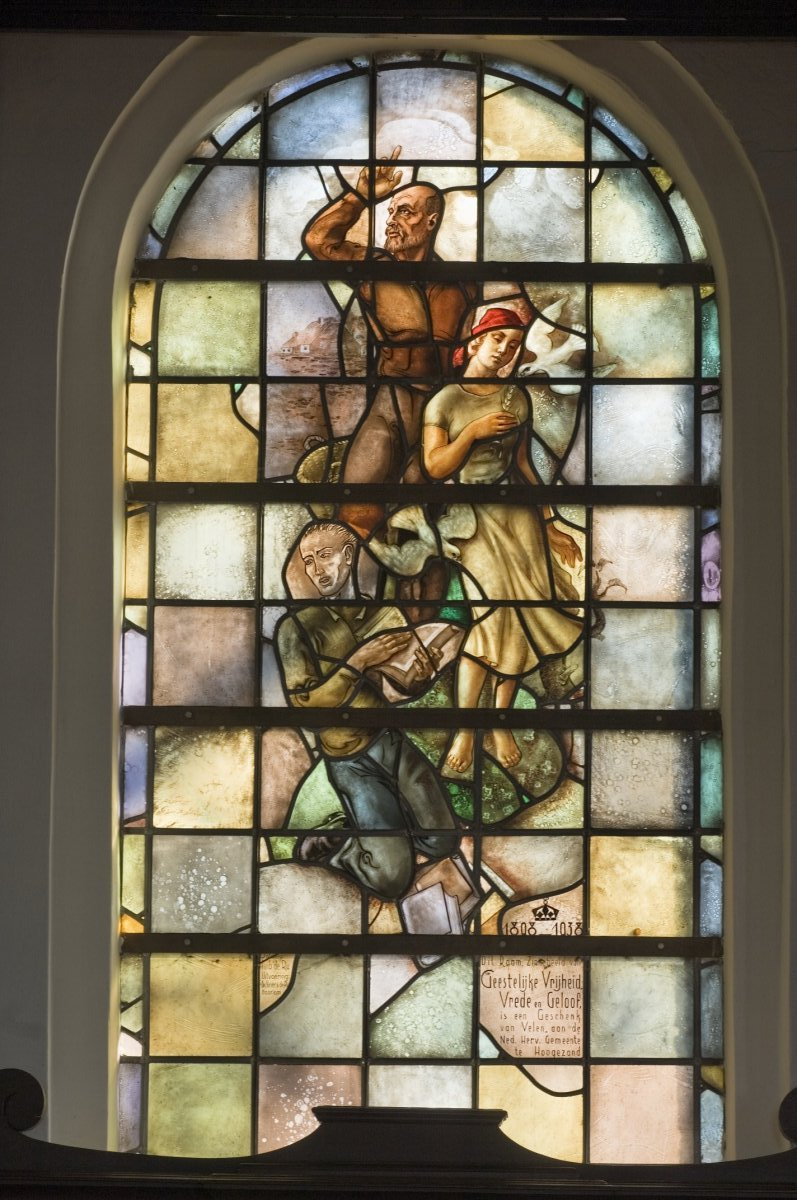
Zinnebeeld van Geestelijke Vrijheid, Vrede en Geloof (1939)
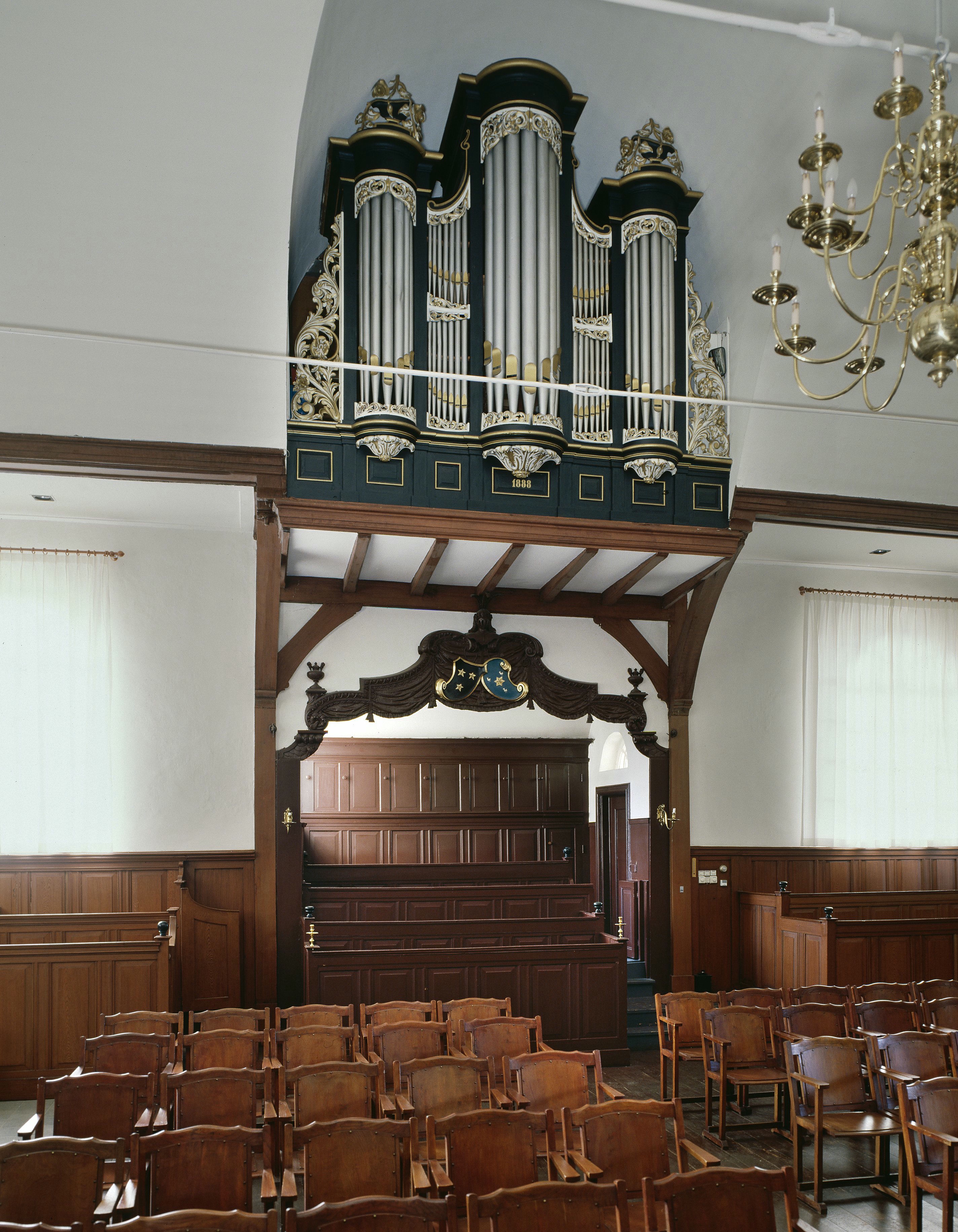
Het orgel
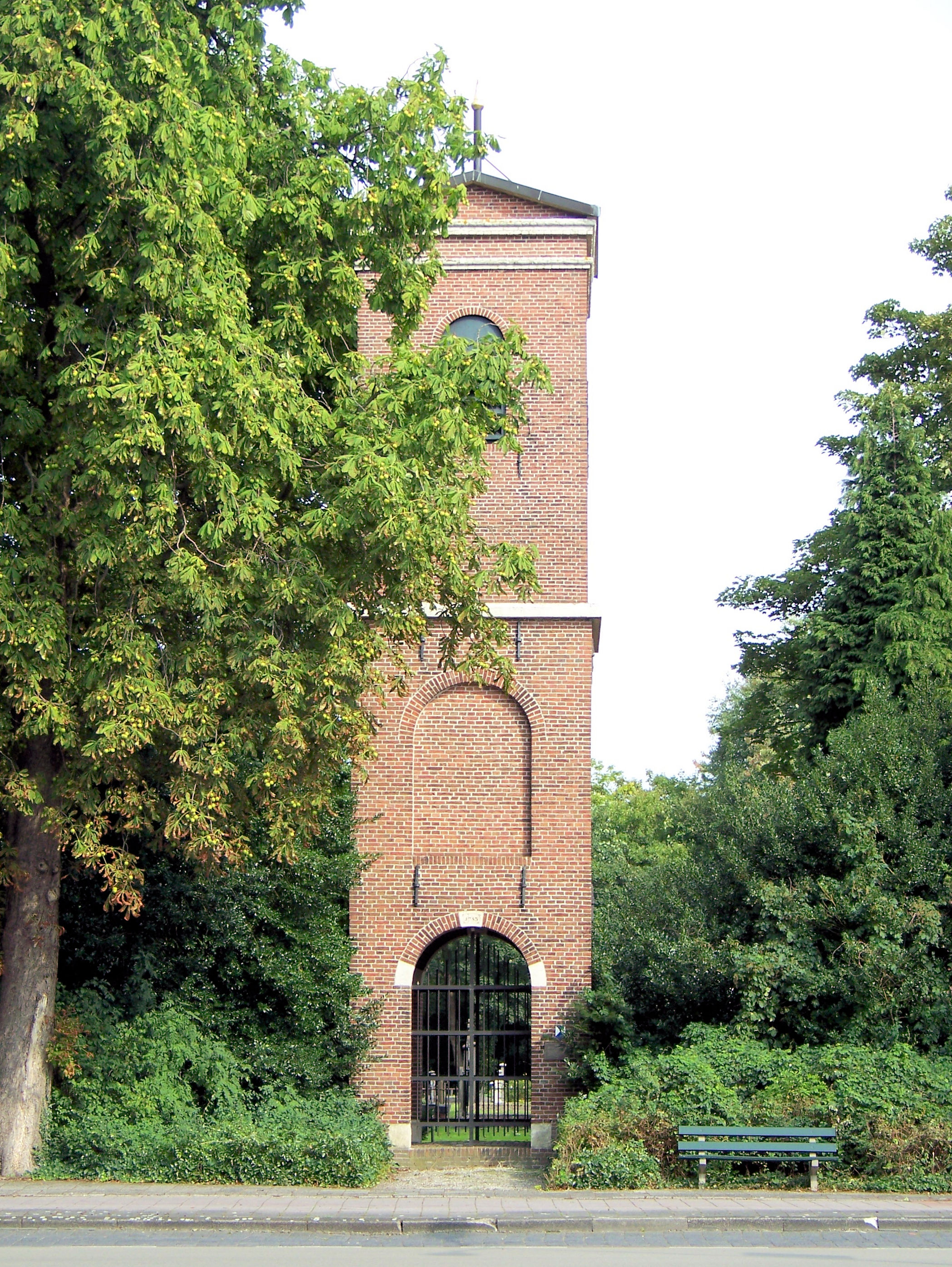
Klokkentoren